# Aisha Mohammadzai
Aisha Mohammadzai (pashtun : بی بی عایشه ) es una mujer afgana cuyo rostro mutilado apareció en la portada de la revista Time en 2010. Su historia apareció por primera vez en el Daily Beast en diciembre de 2009, lo que llevó a los médicos a enviar una oferta de ayuda. Nació en Afganistán el 13 de septiembre de 1992. 

## Historia
La Fundación Grossman Burn en California se comprometió a realizar una cirugía reconstructiva en ella y comenzó a organizar por la obtención de su visa en febrero de 2010. Diane Sawyer de ABC News también cubrió la odisea en marzo de 2010.
En una práctica conocida como baad, el padre de Aisha se la prometió a un combatiente talibán cuando ella tenía 12 años, como compensación por un asesinato que un miembro de su familia había cometido. 
Se casó a los 12 años y fue sometida a constantes abusos. A los 18 años intentó escapar del abuso, pero fue capturada por la policía, encarcelada y volvió a su familia. Su padre la devolvió a su familia política. Para vengarse de su fuga, su marido y tres miembros de la familia se llevaron a Aisha a las montañas, le cortaron la nariz y las orejas y la dejaron para morir. Aisha fue hasta un refugio de mujeres a un par de kilómetros de ahí. Algunas fuentes apuntan al papel de los miembros de los talibanes en su mutilación a la hora en que ocurrió.

### Impacto en los medios
Aisha apareció en una portada de agosto de 2010 y en un artículo correspondiente: "Las mujeres afganas y el retorno de los talibanes". 
La imagen de portada generó una enorme controversia. La imagen y el título de portada de acompañamiento "¿Qué pasa si nos vamos de Afganistán", impulsando el debate sobre los méritos de la guerra de Afganistán.
La foto fue tomada por el fotógrafo sudafricano Jodi Bieber y fue galardonado con el World Press Photo Award en 2010. La imagen de Aisha a veces se compara a la niña afgana fotografiada de Sharbat Gula tomada por Steve McCurry.
Poco después de que Time diera a conocer la noticia, Aisha fue trasladado en avión a Estados Unidos para recibir gratis una cirugía reconstructiva. 
En mayo de 2012 CNN publicó un artículo sobre la actividad de Aisha. Desde que llegó a Estados Unidos en agosto de 2010, los cirujanos decían que ella era mentalmente incompetente para manejar las responsabilidades de los pacientes en el régimen de recuperación quirúrgica. Su psicólogo, Shiphra Bakhchi, la diagnosticó con trastorno límite de la personalidad, que puede haber sido por naturaleza preexistente a lo largo de su vida. 
Ella fue recogida por las mujeres del refugio para las mujeres afganas en Queens, Nueva York y posteriormente se trasladó a un hogar familiar en Maryland. 
El 5 de 2012, un artículo de Jessica Ravitz en CNN, exploró los desafíos que enfrentan los Aisha durante su integración en un mundo globalizado. "que ha sido aprobado por bien intencionados extraños a su alrededor, dio a conocer como una estrella y protegido como un niño frágil", informó Ravitz. 
Su enfoque en Aisha como una persona autónoma, en lugar de un emblema, sirve como un retrato de las dificultades que enfrentan los sobrevivientes de trauma y las que les ayuden.